# Синтетические противодиабетические средства
Синтетические противодиабетические средства (синтетические гипогликемические средства, пероральные гипогликемические средства) — лекарственные средства, снижающие уровень глюкозы в крови и применяемые для лечения сахарного диабета. Все синтетические противодиабетические средства выпускаются в таблетированных формах.

## Лекарственные средства, преимущественно повышающие секрецию инсулина

### Производные сульфонилмочевины
Примеры — Толбутамид, Хлорпропамид, Глибенкламид, Глипизид, Гликвидон, Гликлазид, Глимепирид.
Механизм действия: стимулируют секрецию инсулина β-клетками островков Лангерганса. В норме при повышении уровня глюкозы стимулируется транспорт глюкозы в β-клетки островков Лангерганса. Путём облегчённой диффузии с помощью специального транспортёра (ГЛЮТ-2) глюкоза проникает внутрь β-клеток и фосфорилируется, что ведёт к увеличению образования молекул АТФ, который блокирует АТФ-зависимые К+-каналы (КАТФ-каналы). При блокаде КАТФ-каналов нарушается выход К+ из клетки и развивается деполяризация клеточной мембраны. При деполяризации клеточной мембраны открываются потенциал-зависимые Са2+-каналы; уровень Са2+ в цитоплазме β-клеток повышается. Ионы Са2+ активируют сократительные микрофиламенты и способствуют движению гранул с инсулином к клеточной мембране, включению гранул в мембрану и экзоцитозу инсулина.
Производные сульфонилмочевины действуют на специфические рецепторы 1 типа (SUR1) КАТФ-каналов и блокируют эти каналы. В связи с этим возникает деполяризация клеточной мембраны, активируются потенциал-зависимые Са2+-каналы, увеличивается вход Са2+ в β-клетки. При повышении уровня Са2+ в β-клетках активируется движение гранул с инсулином к плазматической мембране, включение гранул в мембрану и экзоцитоз инсулина.
Считают также, что производные сульфонилмочевины повышают чувствительность тканей к инсулину и уменьшают продукцию глюкозы в печени.
Гипогликемическое действие производных сульфонилмочевины мало зависит от уровня глюкозы в крови (разобщают связь уровня глюкозы с секрецией инсулина). Поэтому при применении производных сульфонилмочевины возможна гипогликемия.
Применяют производные сульфонилмочевины при сахарном диабете II типа. При сахарном диабете I типа, связанного с разрушением β-клеток, эти препараты неэффективны.
Производные сульфонилмочевины I поколения — хлорпропамид, толбутамид (бутамид) назначаются в относительно больших дозах, действуют коротко.
Производные сульфонилмочевины II поколения — глибенкламид, гликвидон, гликлазид, глимепирид, глипизид — назначаются в значительно меньших дозах, действуют более продолжительно; их побочные эффекты выражены в меньшей степени. Однако в связи с длительным действием (12—24 ч) эти препараты более опасны в плане возможности гипогликемии. В настоящее время применяют в основном препараты сульфонилмочевины II поколения. Назначают производные сульфонилмочевины внутрь за 30 мин до еды.
Побочные эффекты производных сульфонилмочевины:
- гипогликемия;
- тошнота, металлический привкус во рту, боли в области желудка;
- увеличение массы тела;
- повышенная чувствительность к алкоголю;
- гипонатриемия;
- аллергические реакции, фотодерматоз;
- нарушения функции печени, почек;
- лейкопения.

### Производные аминокислот
Натеглинид — производное фенилаланина. Оказывает быстрое обратимое ингибирующее влияние на КАТФ-каналы β-клеток островкового аппарата. Восстанавливает раннюю секрецию инсулина в ответ на стимуляцию глюкозой (отсутствует при диабете II типа). Вызывает выраженную секрецию инсулина в первые 15 мин приёма пищи. В последующие 3—4 ч уровень инсулина возвращается к исходному. Натеглинид стимулирует секрецию инсулина в зависимости от уровня глюкозы. При низком уровне глюкозы натеглинид мало влияет на секрецию инсулина. Секреция инсулина, вызываемая натеглинидом, снижается при снижении уровня глюкозы, поэтому при применении препарата не развивается гипогликемия.

## Лекарственные средства, преимущественно повышающие чувствительность тканей к инсулину

### Тиазолидиндионы
Примеры — Пиоглитазон, Росиглитазон.
Механизм действия: стимуляция специфических рецепторов, что изменяет транскрипцию инсулинчувствительных генов, участвующих в контроле метаболизма глюкозы и жиров в жировой ткани, мышцах и печени. В результате усиливается продукция инсулина β-клетками островкового аппарата, повышается чувствительность инсулинзависимых тканей к инсулину, что связано с сенсибилизацией инсулиновых рецепторов.

### Бигуаниды
Пример — Метформин.
Механизм действия: снижает всасывание глюкозы в кишечнике, снижает глюконеогенез в печени, увеличивает захват глюкозы периферическими тканями (скелетные мышцы, жировая ткань), снижает аппетит, стимулирует липолиз и блокирует липогенез. В результате снижается масса тела и вследствие этого увеличивается количество инсулиновых рецепторов и связывание инсулина с рецепторами (увеличивается чувствительность тканей к инсулину).
Назначают метформин внутрь при сахарном диабете II типа.
При отсутствии инсулина эффект бигуанидов не проявляется. Бигуаниды могут применяться в комбинации с инсулином при наличии резистентности к нему. Сочетание этих препаратов с производными сульфонамидов показано в случаях, когда последние не обеспечивают полной коррекции нарушений метаболизма.
Побочные эффекты: тошнота; рвота; понос; метеоризм; боли в животе; лактоацидоз; слабость; сонливость; мышечные боли; одышка; гипотермия; гипотония; брадиаритмии.

## Ингибиторы α-глюкозидазы
Пример — Акарбоза.
Механизм действия: ингибирует панкреатическую α-амилазу и кишечную мембранносвязанную α-глюкозидазу. Алиментарные полисахариды не расщепляются до моносахаридов, нарушается образование и всасывание моносахаридов в кишечнике. Снижает постпрандиальную гипергликемию.